# イガイ星人ジャパパパーン
『イガイ星人ジャパパパーン』（イガイせいじんジャパパパーン）は、2017年から関西テレビ制作・フジテレビ系列で放送されていた特別番組。MCは出川哲朗と関ジャニ∞の横山裕。

## 概要
本番組は、見た目や肩書きからは想像できない横顔を持つ、日本各地の「イガイ星人」をプレゼンし、その意外性をゲストのスタジオ審査員が採点。日本一の「イガイ星人」を決定する番組。
2017年1月3日（火曜日）14:30 - 16:00（JST）に第1回が放送された。
2017年6月27日（火曜日）22:00 - 23:24（JST）に第2回が放送された。
第3回以降の放送は2021年5月現在で無い。

## 出演者
- 出川哲朗 - MC
- 横山裕（関ジャニ∞） - MC

## 放送リスト
| 回 | 放送日        | ゲスト                                                                                     | 備考 |
| -- | ------------- | ------------------------------------------------------------------------------------------ | ---- |
| 1  | 2017年1月3日  | 高山一実（乃木坂46）、井森美幸、小木博明（おぎやはぎ）、佐藤栞里、千原ジュニア（千原兄弟） |      |
| 2  | 2017年6月27日 | 川栄李奈、千原ジュニア、中岡創一（ロッチ）、三田寛子                                       |      |

## スタッフ
第2回（2017年6月27日）放送分
- ナレーション：あおい洋一郎
- 構成：町田裕章、水野将良、田中裕作
- TP：深谷高史
- SW：岩田一己
- CAM：池田幸弘
- VE：原啓教
- 音声：森田篤
- LT：根建勝広
- 美術：矢野ユウイチロウ(雄一郎)
- デザイン：飯塚洋行
- 大道具：宇津木史高
- アクリル装飾：國母淳一
- 電飾：佐藤智之
- マルチ：大高貢
- アレンジ：安藤岳
- 編集：岡安康之
- MA：長谷川麻衣
- ロケCAM：神尾淳
- 編集デザイン：伊藤正博
- 音効：松下俊彦、上島光央
- 技術協力：ニューテレス、プログレッソ、スウィッシュ・ジャパン、IMAGICA、ラビットムーンオフィス
- リサーチ：櫛引孝志、山崎健治、鳥居朗江（リベラス）、但馬昌樹、瀬川聖朝、長崎周成
- カラオケ音源協力：DAM（第一興商）
- 編成：野村亙（カンテレ）
- 宣伝：北村友香理、安田宜義、音川真吾、酒井亮祐、濱田洋輔、木村タカヒロ（共にカンテレ）
- アシスタントプロデューサー：寄元沙織
- アシスタントディレクター：吉田萌海、小山薫、大石橋健太、田口諒、矢口景、勝又郁斗
- ディレクター：小林剛（ROFL）、倉橋雄亮、碧山莉那
- 演出：佐藤英輔（K-max）
- プロデューサー：長野聡（カンテレ）、志水大介（K-max）
- チーフプロデューサー：南知宏（カンテレ）
- 制作協力：K-max
- 制作著作：カンテレ（関西テレビ放送）

### 過去のスタッフ
- 技術協力：e-naスタジオ（第1回）
- リサーチ：飯村泉（第1回）
- アシスタントプロデューサー：小谷中真実（K-max、第1回）、羽場愛（第1回）
- アシスタントディレクター：齋藤健介（第1回）、朝日奈央（元アイドリング!!!）
- ディレクター：石尾彰弘、山本健太、布目顕一郎